# František Rosenfelder
František Rosenfelder (od roku 1948 František Patera, 29. listopadu 1906 Ostrov – 6. června 1986 Unhošť) byl československý generál a důstojník československé armády v zahraničí v období druhé světové války.

## Život

### Před druhou světovou válkou
František Rosenfelder se narodil 29. listopadu 1906 v Ostrově u Prachatic V rodině Josefa Rosenfeldera a Marie, rozené Jakešové. Vlastní otec mu zemřel ještě před narozením a od pěti let jej vychovával otec nevlastní Alois Patera, železničář a invalida. Postupně studoval na reálných gymnáziích v Prachaticích německém a českém, které zakončil maturitou v roce 1927. Zkusil studium na Právnické fakultě Univerzity Karlovy, ale po dokončení dvou semestrů jej z finančních důvodů zanechal. K 1. říjnu 1928 nastoupil prezenční vojenskou službu u pěšího pluku 17 v Trenčíně, v jejímž rámci absolvoval školu pro důstojníky v záloze. Následovala mezi lety 1929 a 1931 studia na Vojenská akademie v Hranicích a poté služba u hraničářského praporu 4 v Prachaticích a Vimperku. Mezi dubnem 1937 a březnem 1939 studoval na Vysoké škole válečné v Praze. V období všeobecné mobilizace na podzim 1938 byl povolán 1. oddělení hlavního štábu Ministerstva národní obrany.

### Druhá světová válka
Po německé okupaci v březnu 1939 a rozpuštění Československé armády byl František Rosenfelder nějaký čas bez zaměstnání, poté získal místo na berní správě v Kladně. Vstoupil do protinacistického odboje v řadách Obrany národa a stal se spolupracovníkem tvz. Tří králů. V lednu 1940 opustil ilegálně Protektorát Čechy a Morava a přes Slovensko se dostal na francouzský konzulát do Budapešti, kde se přihlásil do československé zahraniční armády. Byl přes Bělehrad a Bejrút odeslán do Francie a koncem března byl prezentován v Agde u zde vznikající československé jednotky. Zde zastával funkci prvního pobočníka velitele 3. pěšího pluku 1. československé divize.
Po pádu Francie se František Rosenfelder evakuoval do Velké Británie, kde následně zastával různé funkce u 1. československé smíšené brigády a na Ministerstvu národní obrany v Londýně. Dne 14. ledna 1944 si podal žádost o převelení k československé jednotce v Sovětském svazu, kam přes Alexandrii, Teherán, Baku a Moskvu odcestoval v září téhož roku. U jednotky působil postupně jako pomocník náčelníka operačního oddělení 1. československého armádního sboru, přednosta 1. (operačního) oddělení 3. československé samostatné brigády a náčelník štábu u 1. československé samostatné brigády. Dosáhl hodnosti plukovníka.

### Po druhé světové válce
Po skončení druhé světové války působil František Rosenfelder do 1. září 1945 jako zástupce velitele 1. divize, poté jako pedagog na Vysoké škole válečné v Praze. V březnu 1947 nastoupil na studium na Vyšší akademii generálního štábu v Moskvě, které ale díky vážné nemoci nedokončil. Do služby se vrátil v dubnu 1948, působil nadále ve funkci velitele pěšího pluku 22 v Liberci a poté 2. brigády v Písku. V témže roce si změnil příjmení po svém nevlastním otci na Patera údajně na žádost Ludvíka Svobody. V roce 1949 dosáhl generálské hodnosti. Do července 1951 zastával velitelské funkce v různých útvarech, následně byl přeložen do výslužby a do roku 1957 byl nucen živit se jako pomocný dělník. V březnu toho roku nastoupil jako ředitel Školy pracovních záloh v Karlových Varech, mezi roky 1959 a 1960 pracoval jako průvodce a tlumočník Čedoku, poté v dalších už jenom krátkodobých zaměstnáních. Zemřel 6. července 1986 v Unhošti.

## Rodina
František Rosenfelder se oženil v roce 1936 s Annou Sojkovou, manželům se v roce 1937 narodil syn Petr. Před odchodem do zahraničí se s manželkou rozvedl, aby jí a syna ochránil před nacistickou mocí. Přesto strávila tři měsíce v internačním táboře ve Svatobořicích. Po válce se opět vzali. Syn Petr Patera se stal hercem a televizním hlasatelem.

## Ocenění

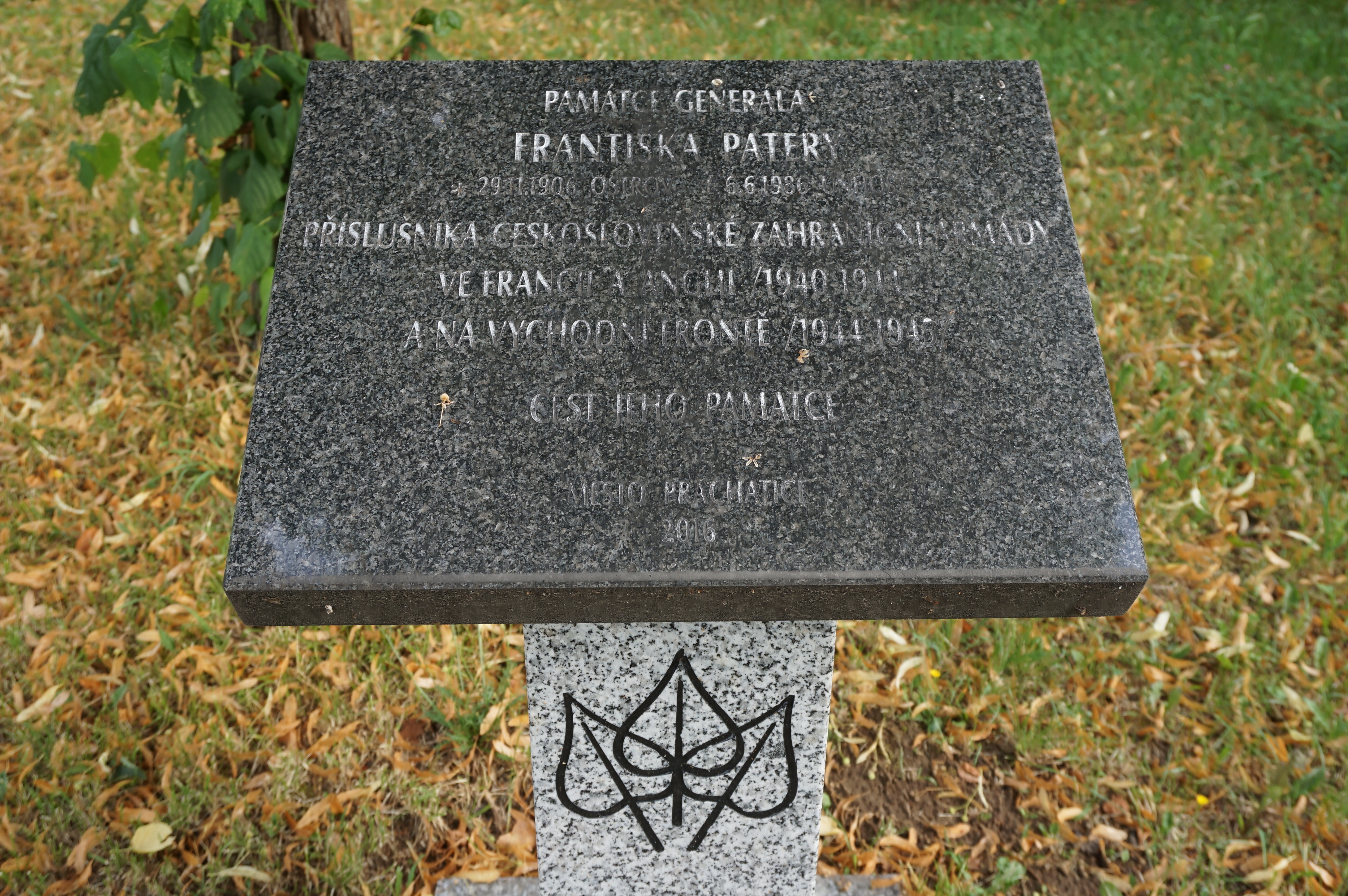
Pamětní deska Františka Patery v Ostrově u Prachatic

### Vyznamenání
- 1945 3x Československý válečný kříž 1939
- Československá medaile Za chrabrost před nepřítelem
- Pamětní medaile československé armády v zahraničí
- Československá medaile za zásluhy I. stupně
- Řád Slovenského národního povstání
- Medaile za vítězství nad Německem ve Velké vlastenecké válce 1941–1945
- 1949 Řád Bílého lva za vítězství

### Posmrtné připomínky
- V roce 2016 byla Františku Paterovi v jeho rodišti odhalena pamětní deska[2]